# 新井章太
新井 章太（あらい しょうた、1988年11月1日 - ） は、埼玉県秩父市出身のプロサッカー選手。Jリーグ・ヴィッセル神戸所属。ポジションはゴールキーパー（GK）。

## 来歴

### 東京ヴェルディ
正智深谷高校から国士館大学を経て、2011年に東京ヴェルディへ加入。2年間在籍したが土肥洋一と柴崎貴広の壁は厚く公式戦での出場機会に恵まれなかった。2012年のシーズン終了後、契約満了により東京Vを退団した。

### 川崎フロンターレ
2013年にトライアウトを経て川崎フロンターレへ移籍した。新体制発表会の挨拶は「はじめまして、東京ヴェルディをクビになり… あっ、間違えました、東京ヴェルディから移籍してきた新井章太です」から始め、サポーターの笑いを誘い心を掴んだ。当初は第4GKという立ち位置であったが、3年連続で得点王となる大久保嘉人の居残りのシュート練習の相手を務めるなどして着実に成長した。
正GKの西部洋平の怪我の影響により、2015年5月6日のサンフレッチェ広島戦に、プロ5年目にして公式戦初出場を果たした。翌節の名古屋グランパス戦では無失点に抑え、公式戦初勝利を記録した。その後は正GKとして定着しリーグ戦23試合に出場を果たした。
2016年はチョン・ソンリョンの加入により、再び控えに回ることとなった。4月29日のガンバ大阪戦では、ソンリョンが脳震盪で試合続行不可能となり交代出場すると、無失点に抑えチームの勝利に貢献した。その後も控えが続いたが、9月25日の横浜F・マリノス戦でシーズン初のスターティングメンバーに選ばれた。しかし、その試合の後半、ハイボールの競り合いで、ディフェンダーの谷口彰悟の肘が顔面に入って頬骨を骨折し、倒れたときに芝で頭を打って脳震盪を起こして試合続行不可能となった。10月22日の広島戦で復帰し、リーグ戦最終節まで出場した。
2017年も前年に引き続いてソンリョンの控えに回ることになり、リーグ戦の出場機会は先発1試合と途中出場2試合にとどまった。しかし、第30節のサンフレッチェ広島戦ではソンリョンの負傷により、0-0の前半33分に急遽途中出場すると、滞空時間の長いボールを蹴るように中村憲剛からアドバイスを受けるなどして、3点目の小林悠のゴールをアシストし、3-0の完封勝利に導いた。過密日程の中、リーグ、ルヴァンカップ、天皇杯、ACLの年間計53試合の公式戦すべてに帯同してメンバー入りを果たし、ムードメーカーの役割を担い川崎のリーグ初優勝を支えた。
2019年に、背番号を30から21に変更した。同年は長らく2番手GKとして過ごしたものの、シーズン中盤にかけレギュラーに定着。すると札幌と相まみえた同年のルヴァンカップ決勝戦で、PK戦にて4番手だった車屋紳太郎が先に失敗し、決められると敗退の状況で5人目から2本連続でPKをストップ。川崎の同大会初優勝に貢献 し、最優秀選手賞を受賞した。なおJリーグカップで味方が先に失敗しながら2本以上止めて逆転勝ちに貢献したのは、決勝も含めてYBCルヴァンカップ史上初である。しかし、シーズン終盤になると再びソンリョンにポジションを譲った。

### ジェフユナイテッド市原
2020年に、ジェフユナイテッド市原・千葉へ完全移籍。前年まで守護神であった佐藤優也を抑えて開幕からレギュラーに定着し、加入1年目から42試合にフル出場した。その後のシーズンもレギュラーとして出場していたが、2023年に鈴木椋大にポジションを奪われ、23試合の出場にとどまった。

### ヴィッセル神戸
2024年1月5日、ヴィッセル神戸に完全移籍が発表された。シーズン通して正GK前川黛也の控えにとどまるも、天皇杯ではラウンド16、準々決勝、準決勝に先発し、チームの決勝進出に大きく貢献した。

## 所属クラブ
- 吉田FC
- 2001年 - 2003年 上里FC
- 2004年 - 2006年 正智深谷高等学校
- 2007年 - 2010年 国士舘大学
- 2011年 - 2012年 東京ヴェルディ
- 2013年 - 2019年 川崎フロンターレ
- 2020年 - 2023年 ジェフユナイテッド市原・千葉
- 2024年 - ヴィッセル神戸

## 個人成績
| 国内大会個人成績 | 国内大会個人成績 | 国内大会個人成績 | 国内大会個人成績 | 国内大会個人成績 | 国内大会個人成績 | 国内大会個人成績 | 国内大会個人成績 | 国内大会個人成績 | 国内大会個人成績 | 国内大会個人成績 | 国内大会個人成績 |
| 年度             | クラブ           | 背番号           | リーグ           | リーグ戦         | リーグ戦         | リーグ杯         | リーグ杯         | オープン杯       | オープン杯       | 期間通算         | 期間通算         |
| 年度             | クラブ           | 背番号           | リーグ           | 出場             | 得点             | 出場             | 得点             | 出場             | 得点             | 出場             | 得点             |
| 日本             | 日本             | 日本             | 日本             | リーグ戦         | リーグ戦         | リーグ杯         | リーグ杯         | 天皇杯           | 天皇杯           | 期間通算         | 期間通算         |
| ---------------- | ---------------- | ---------------- | ---------------- | ---------------- | ---------------- | ---------------- | ---------------- | ---------------- | ---------------- | ---------------- | ---------------- |
| 2011             | 東京V            | 34               | J2               | 0                | 0                | -                | -                | 0                | 0                | 0                | 0                |
| 2012             | 東京V            | 34               | J2               | 0                | 0                | -                | -                | 0                | 0                | 0                | 0                |
| 2013             | 川崎             | 30               | J1               | 0                | 0                | 0                | 0                | 0                | 0                | 0                | 0                |
| 2014             | 川崎             | 30               | J1               | 0                | 0                | 0                | 0                | 0                | 0                | 0                | 0                |
| 2015             | 川崎             | 30               | J1               | 23               | 0                | 3                | 0                | 1                | 0                | 27               | 0                |
| 2016             | 川崎             | 30               | J1               | 5                | 0                | 3                | 0                | 2                | 0                | 10               | 0                |
| 2017             | 川崎             | 30               | J1               | 3                | 0                | 1                | 0                | 4                | 0                | 8                | 0                |
| 2018             | 川崎             | 30               | J1               | 3                | 0                | 2                | 0                | 3                | 0                | 8                | 0                |
| 2019             | 川崎             | 21               | J1               | 7                | 0                | 5                | 0                | 2                | 0                | 14               | 0                |
| 2020             | 千葉             | 1                | J2               | 42               | 0                | -                | -                | -                | -                | 42               | 0                |
| 2021             | 千葉             | 1                | J2               | 37               | 0                | -                | -                | 0                | 0                | 37               | 0                |
| 2022             | 千葉             | 1                | J2               | 41               | 0                | -                | -                | 0                | 0                | 41               | 0                |
| 2023             | 千葉             | 1                | J2               | 23               | 0                | -                | -                | 0                | 0                | 23               | 0                |
| 2024             | 神戸             | 21               | J1               | 2                | 0                | 1                | 0                | 3                | 0                | 6                | 0                |
| 通算             | 日本             | 日本             | J1               | 43               | 0                | 15               | 0                | 15               | 0                | 73               | 0                |
| 通算             | 日本             | 日本             | J2               | 143              | 0                | -                | -                | 0                | 0                | 143              | 0                |
| 総通算           | 総通算           | 総通算           | 総通算           | 186              | 0                | 15               | 0                | 15               | 0                | 216              | 0                |

| 国際大会個人成績 | 国際大会個人成績 | 国際大会個人成績 | 国際大会個人成績 | 国際大会個人成績 |
| 年度             | クラブ           | 背番号           | 出場             | 得点             |
| AFC              | AFC              | AFC              | ACL              | ACL              |
| ---------------- | ---------------- | ---------------- | ---------------- | ---------------- |
| 2014             | 川崎             | 30               | 0                | 0                |
| 2017             | 川崎             | 30               | 1                | 0                |
| 2018             | 川崎             | 30               | 2                | 0                |
| 2019             | 川崎             | 21               | 0                | 0                |
| 2024-25          | 神戸             | 21               | 2                | 0                |
| 通算             | AFC              | AFC              | 5                | 0                |

- Jリーグ初出場 - 2015年5月6日 J1 1st第10節 サンフレッチェ広島F.C戦（等々力陸上競技場）

## タイトル

### クラブ
川崎フロンターレ
- J1リーグ：2回（2017年、2018年）
- Jリーグカップ：1回（2019年）
- FUJI XEROX SUPER CUP：1回（2019年）

ヴィッセル神戸
- J1リーグ：1回（2024年）
- 天皇杯 JFA 全日本サッカー選手権大会：1回（2024年）

### 個人
- Jリーグカップ・最優秀選手賞：1回（2019年）